# 2017년 하계 유니버시아드
제29회 하계 유니버시아드(중국어: 2017年夏季世界大學運動會, 병음: 2017 Nián Xiàjì Shìjiè Dàxué Yùndònghuì)는 2017년 8월 19일부터 8월 30일까지 대만의 수도 타이베이에서 열린 하계 유니버시아드 대회이다.

## 개최지 선정
브라질의 브라질리아와 타이완의 타이베이 두 곳이 하계 유니버시아드 개최를 희망하였다. 2011년 11월 29일 국제 대학 스포츠 연맹(FISU)는 벨기에 브뤼셀에서 타이베이가 2017년 하계 유니버시아드 개최 도시로 확정되었다고 발표했다.

## 경기 종목
| - 육상 - 농구 - 축구 - 펜싱 - 체조 (기계체조, 리듬체조) - 수영 (경영, 다이빙, 수구) | - 테니스 - 배구 - 유도 - 탁구 - 태권도 - 배드민턴 | - 골프 - 롤러스포츠 - 양궁 - 역도 - 우슈 - 야구 |

## 참가 국가
- 가나
- 가이아나
- 과테말라
- 그리스
- 나미비아
- 나이지리아
- 남아프리카 공화국
- 네덜란드
- 네팔
- 노르웨이
- 뉴질랜드
- 니제르
- 니카라과
- 대한민국
- 덴마크
- 도미니카 공화국
- 독일
- 라이베리아
- 라트비아
- 러시아
- 레바논
- 레소토
- 루마니아
- 룩셈부르크
- 르완다
- 리투아니아
- 리히텐슈타인
- 마다가스카르
- 마카오
- 북마케도니아
- 말레이시아
- 말리
- 멕시코
- 모로코
- 모잠비크
- 몬테네그로
- 몰도바
- 몰타
- 몽골
- 미국
- 미국령 버진아일랜드
- 미크로네시아 연방
- 바하마
- 방글라데시
- 버뮤다
- 베냉
- 베네수엘라
- 베트남
- 벨기에
- 벨라루스
- 보스니아 헤르체고비나
- 보츠와나
- 볼리비아
- 부룬디
- 부르키나파소
- 부탄
- 북마리아나 제도
- 불가리아
- 브라질
- 사우디아라비아
- 산마리노
- 세네갈
- 세르비아
- 솔로몬 제도
- 수리남
- 스리랑카
- 스와질란드
- 스웨덴
- 스위스
- 스페인
- 슬로바키아
- 슬로베니아
- 시리아
- 시에라리온
- 싱가포르
- 아랍에미리트
- 아르메니아
- 아르헨티나
- 아이티
- 아일랜드
- 아제르바이잔
- 아프가니스탄
- 알바니아
- 알제리
- 에스토니아
- 에콰도르
- 에티오피아
- 엘살바도르
- 영국
- 영국령 버진아일랜드
- 예멘
- 오만
- 오스트레일리아
- 오스트리아
- 온두라스
- 요르단
- 우간다
- 우루과이
- 우즈베키스탄
- 우크라이나
- 이라크
- 이란
- 이스라엘
- 이탈리아
- 인도
- 인도네시아
- 일본
- 자메이카
- 잠비아
- 적도 기니
- 북한
- 조지아
- 중국
- 중앙아프리카 공화국
- 중화 타이베이
- 짐바브웨
- 체코
- 칠레
- 카메룬
- 카보베르데
- 카자흐스탄
- 캐나다
- 케냐
- 코소보
- 코스타리카
- 코트디부아르
- 콜롬비아
- 콩고 민주 공화국
- 쿠바
- 퀴라소
- 크로아티아
- 키르기스스탄
- 키프로스
- 타지키스탄
- 탄자니아
- 태국
- 튀르키예
- 투르크메니스탄
- 트리니다드 토바고
- 파라과이
- 파키스탄
- 팔레스타인
- 페루
- 포르투갈
- 폴란드
- 프랑스
- 핀란드
- 필리핀
- 헝가리
- 홍콩

## 메달 집계
| 순위 | 국가              | 금메달 | 은메달 | 동메달 | 합계 |
| ---- | ----------------- | ------ | ------ | ------ | ---- |
| 1    | 일본              | 37     | 27     | 37     | 101  |
| 2    | 대한민국          | 30     | 22     | 30     | 82   |
| 3    | 중화 타이베이     | 26     | 34     | 30     | 90   |
| 4    | 러시아            | 25     | 31     | 38     | 94   |
| 5    | 미국              | 16     | 19     | 16     | 51   |
| 6    | 우크라이나        | 12     | 11     | 13     | 36   |
| 7    | 북한              | 12     | 5      | 6      | 23   |
| 8    | 이탈리아          | 9      | 6      | 17     | 32   |
| 9    | 중국              | 9      | 6      | 2      | 17   |
| 10   | 이란              | 8      | 4      | 11     | 23   |
| 11   | 폴란드            | 7      | 9      | 9      | 25   |
| 12   | 독일              | 7      | 6      | 11     | 24   |
| 13   | 멕시코            | 6      | 5      | 11     | 22   |
| 14   | 헝가리            | 5      | 4      | 4      | 13   |
| 15   | 프랑스            | 4      | 5      | 8      | 17   |
| 16   | 캐나다            | 4      | 5      | 4      | 13   |
| 17   | 오스트레일리아    | 4      | 3      | 2      | 9    |
| 18   | 도미니카 공화국   | 4      | 2      | 0      | 6    |
| 19   | 세르비아          | 4      | 0      | 0      | 0    |
| 20   | 튀르키예          | 3      | 7      | 6      | 16   |
| 21   | 카자흐스탄        | 3      | 6      | 7      | 16   |
| 22   | 벨라루스          | 3      | 4      | 2      | 9    |
| 23   | 루마니아          | 3      | 2      | 6      | 11   |
| 24   | 아제르바이잔      | 3      | 1      | 4      | 8    |
| 25   | 리투아니아        | 3      | 1      | 3      | 7    |
| 26   | 아르메니아        | 3      | 1      | 2      | 6    |
| 27   | 태국              | 2      | 5      | 6      | 13   |
| 28   | 브라질            | 2      | 4      | 6      | 12   |
| 29   | 포르투갈          | 2      | 1      | 2      | 5    |
| 30   | 홍콩              | 2      | 0      | 2      | 4    |
| 31   | 네덜란드          | 2      | 0      | 1      | 3    |
| 32   | 마카오            | 2      | 0      | 0      | 2    |
| 33   | 콜롬비아          | 1      | 3      | 7      | 11   |
| 34   | 핀란드            | 1      | 1      | 2      | 4    |
| 35   | 스위스            | 1      | 1      | 1      | 3    |
| 35   | 우간다            | 1      | 1      | 1      | 3    |
| 37   | 쿠바              | 1      | 1      | 0      | 2    |
| 38   | 베트남            | 1      | 0      | 4      | 5    |
| 39   | 체코              | 1      | 0      | 2      | 3    |
| 40   | 오스트리아        | 1      | 0      | 1      | 2    |
| 41   | 아일랜드          | 1      | 0      | 0      | 1    |
| 41   | 자메이카          | 1      | 0      | 0      | 1    |
| 41   | 키르기스스탄      | 1      | 0      | 0      | 1    |
| 44   | 남아프리카 공화국 | 0      | 5      | 0      | 5    |
| 45   | 영국              | 0      | 3      | 6      | 9    |
| 46   | 말레이시아        | 0      | 3      | 4      | 7    |
| 47   | 알제리            | 0      | 3      | 2      | 5    |
| 48   | 키프로스          | 0      | 2      | 0      | 2    |
| 49   | 라트비아          | 0      | 1      | 2      | 3    |
| 50   | 바하마            | 0      | 1      | 1      | 2    |
| 50   | 슬로바키아        | 0      | 1      | 1      | 2    |
| 50   | 스웨덴            | 0      | 1      | 1      | 2    |
| 53   | 아르헨티나        | 0      | 1      | 0      | 1    |
| 53   | 부르키나파소      | 0      | 1      | 0      | 1    |
| 53   | 스페인            | 0      | 1      | 0      | 1    |
| 53   | 에스토니아        | 0      | 1      | 0      | 1    |
| 53   | 인도              | 0      | 1      | 0      | 1    |
| 53   | 몽골              | 0      | 1      | 0      | 1    |
| 53   | 필리핀            | 0      | 1      | 0      | 1    |
| 60   | 크로아티아        | 0      | 0      | 3      | 3    |
| 60   | 인도네시아        | 0      | 0      | 3      | 3    |
| 62   | 벨기에            | 0      | 0      | 1      | 1    |
| 62   | 요르단            | 0      | 0      | 1      | 1    |
| 62   | 몰도바            | 0      | 0      | 1      | 1    |
| 62   | 노르웨이          | 0      | 0      | 1      | 1    |
| 62   | 뉴질랜드          | 0      | 0      | 1      | 1    |
| 합계 | 합계              | 273    | 270    | 342    | 885  |

## 사건 및 논란

### 개막식 추태
2017년 8월 19일 저녁에 2017년 하계 유니버시아드 개회식이 열렸다. 그런데 이날 경기장 주위에는 차이잉원 총통, 민주진보당 정부가 추진하는 연금 개혁, 타이완 독립, 동성결혼 법제화 정책에 반대하는 시위대가 몰려들어 대회에 참가한 각국 선수들의 입장을 가로막는 소동을 빚었다.
이 사건으로 각국 선수단의 입장 과정에서 국가별 기수들만 먼저 입장하고, 이후 상황이 정리된 후에야 참가 선수들이 겨우 입장하는 촌극이 벌어졌다. 또한 하나의 중국 문제로 갈등을 겪고 있는 중국은 단체 종목에는 불참하고 개인 종목에 한해 대회에 참가하였으나, 아예 개막식에 불참하였다.

### 경기 종목 논란
개최지인 중화 타이베이 측에서 그 전 유니버시아드 대회에서 줄곧 채택되었던 올림픽 정식 종목인 사격을 제외시키고, 대신 중화 타이베이 측에서 강세인 롤러스포츠 정식 종목으로 채택하였다. 이는 메달 순위에서 우위를 점하려고 하는 의도로 비춰진다. 실제로 롤러스포츠에 할당된 총 16개의 금메달 중 10개를 중화 타이베이가 가져갔다. 덕분에 중화 타이베이는 역대 최고 성적인 종합 3위를 차지하게 되었다.
시범 종목인 당구에서 금메달 4개를 획득한 중화 타이베이는 메달은 수여됐으나 종합 메달 순위에는 집계되지 않았다. 이외에도 지나친 홈 텃세와 판정 등으로 물의를 빚었다.

### 식중독 사고와 일사병 환자 속출
타이베이 테니스 센터에서 수십명의 선수와 운영 요원들이 도시락을 먹고 난 뒤 식중독 증상을 보였다. 대회 식품 안전팀은 주최 측이 준비한 도시락 300여개를 먹은 사람 중 22명이 설사 등 식중독 증상을 나타냈다고 밝혔다. 식품 안전팀이 즉각 이들 도시락을 공급한 타이베이 쑹산 구(松山)의 식당에 대해 조사를 벌인 결과 종업원들이 위생 모자를 착용하지 않고 쓰레기통 덮개가 없는 등 5개 항목이 위생 기준에 부합치 않은 것으로 나타났다.
하프마라톤에서는 한국 선수 등 11명이 일사병으로 탈진해 시합을 중도 포기했다. 롤러스케이트 경기에서도 멕시코, 슬로바키아 등 선수들이 더위로 탈진해 쓰러졌고 일부는 구토 증세를 보이기도 했다. 대회 지원차 투입된 경찰 1명도 더위를 이기지 못하고 쓰러져 뇌혈관 질환 초기 증상 진단을 받았다.